# Inoue Hiszasi
Inoue Hiszasi (井上 ひさし Inoue Hisashi, 1934. november 16. – 2010. április 9.) vezető japán drámaíró és képregényíró, a Japán Művészeti Tanács tagja, a Japán Drámaírók Szövetségének igazgatója és a Japán Bungei Szövetség társaságának elnöke volt.1961-től 1986-ig az Uchiyama Hisashi művésznevet használta.

## Élete

### Gyermekkora
Inoue a mai Kavanisi településén született a Jamagata prefektúrában, ahol apja gyógyszerészként dolgozott. Apja tagja volt egy földművelési reformmozgalomnak és egy helyi drámacsoportot igazgatott. Egy apja által írt regény díjat nyert, majd egy forgatókönyvírói állásajánlatot egy filmtársaságnál, de mielőtt Tokióba költözhetett volna gerincvelő betegség miatt kezdett gyengélkedni. Az akkori ifjúsági kommunista unióhoz csatlakozott apát háromszor tartóztatták le és az akkor elszenvedett kínzástól az állapota rosszabbodott, majd mikor fia 5 éves volt, meghalt 34 évesen. Apja hirtelen halála terelte Hiszasit az írói pályára.
Anyja újraházasodott és gyógyszertár vezetésével kezdett foglalkozni. Három gyermekét szépségszalon üzemeltetésével és rizs eladásával tartotta el. Miután mostohaapjától bántalmazást szenvedett el, trauma tüneteit mutatta, többek között dadogást. Ezután elmenekült az apjától Jamagata-ba. Anyja elindítja, az Inoue-Gumi névre hallgató építőipari céget és elküldi fiát a La Salle Egyesület árvaházába, Szendai-ba. Az oda kerülő gyermekeket lenyűgözte a szerzetesek szerény életmódja és sokan közülük megkeresztelve hagyták el később az árvaházat, köztük Hiszasi is. Árvaházi barátai szerint a szerzetesek ésszerűtlen testi fenyítést és büntetést alkalmaztak. Életének ezen időszakát is papírra vetette.

### Iskolától az íróvá válásig
Az első Szendai középiskolában kezdett tanulni, Mijagi prefektúrában 1950-ben, ahova az árvaházból járt. Iskolai emlékeit az Aoba Habitori című könyvben örökítette meg. Szenvedéllyel adózott a baseball-nak, a filmeknek és az olvasásnak, de tanulmányi szintje gyenge volt. A Tóhoku Egyetem, a Tokiói Egyetem, és a Vaszeda Egyetem sem fogadta el a jelentkezését. A Keió Egyetemen elfogadták, ám a tandíjat nem tudta volna kifizetni. Apja, az árvaház ajánlásával a jezsuita Sophia Egyetem Bölcsészkarának német irodalmi tanszékére küldte Hiszasit. A fiút azonban nem érdekelte a német irodalom és az életminősége is alacsony volt, így két év után otthagyta az egyetemet. Ivate prefektúra Nemzeti Kamaisi Szanatóriumában kezdett dolgozni és orvostudományi ambíciói alakultak ki, de egészségügyi tanulmányait elmulasztotta, végül visszatért a Sophia Egyetem idegennyelvi tanszékére francia nyelvi szakra. A 150.000 jen, amit a szanatóriumban tandíjra keresett meg, két hónap alatt elfogyott a legális prostitúció városnegyedében, melyet „vörös vonalnak” azaz „Akasen”-nek hívnak a japán szlengben.
Az iskolában töltött ideje alatt szövegkönyveket kezdett írni Aszakusza város francia Furansu-za nevű striptease színházának. Akkoriban gyakori volt egyórás vaudeville-előadásokat tartani a vetkőzős felvonások előtt és között és számos híres színész, mint Kijoshi Acumi, Tani Mikikazu, Szeki Keiroku, Nagató Iszaku is ilyen körülmények között kezdték karrierjüket. Az ő vezetésükkel működött a  Furansu-za színház. Inoue ezen főiskola alatti életét egy félig fiktív komikus regényben örökítette meg, melynek címe Mokkinpotto Shi no Atoshimatsu.

### Drámaírói és rádiós pályafutása
A Sophia Egyetemen végzett 1960-ban. 1961-ben műsorvezetőként dolgozott, majd 1963-ban feleségül vette Josikó-t aki egy reklámügynökségnél dolgozott. Felesége három lánygyermekkel ajándékozta meg. A Hyokkori Hyotanjima című bábelőadáson dolgozott Mamoru Jamamotó-val, amely országos népszerűségnek örvendett és 1964 áprilisától öt évig játszották a színházakban. Az előadás egyfajta rendszerkritika volt, az összes szereplője postahivatali alkalmazott volt „az egész nemzet postai munkás” kifejezés kritikusságával. Ám a műsort beszüntették a posta parodizálása miatt. Később 1971-ben a Nekojara no Shiichinichi című előadásában ugyan ezt a kritikát közölte modernebb beállításban. Ez az előadás váratlanul rövid, három éves sikernek örvendett. Ezzel egyidejűleg több Tenpuku Trio névre hallgató háromszemélyes vígjáték konzulensen dolgozott, amik nagy sikernek örvendtek. Kamakura Kazuó, aki 1969-ben a Hyokkori Hyotanjima című előadáson színészként dolgozott komolyan kezdett drámákat írni, miközben a Theater Echo Színház elnökeként dolgozott. Később ezeket a műveket regényekre és esszékre bővítette.1983 januárjában megalakult a Komacu színházi társaság.
Inoue 1986-ban elvált Josikó-tól. Inoue és Josikó is sajtótájékoztatót tartott és a médiában sokáig felkapott téma volt kettejük kapcsolata. Ez alatt az idő alatt, 51 éves korában, 1985. december 4-én Inoue altatógyógyszerrel öngyilkosságot kísérelt meg a saját otthonában, de sikerült megakadályozni. A következő évben feleségül veszi Jonehara Juri-t, aki fiút szül neki.
A Japán PEN Club elnöke, a Japán Bungei Szövetség igazgatótanácsának tagja, a Japán Drámairók Szövetségének Igazgatója (2004 aprilisától) Chiba prefektúrában, Ichikawa Város Kulturális Alapítványának elnöke (2004 júliusától), a Világbéke Bizottság hét tagjának egyike, a Sendai Irodalmi Múzeum igazgatója (első generáció) volt. Számos irodalmi díj kiválasztási bizottsági tagjaként is munkálkodott: Naoki 35, Yomiuri irodalmi díj, Tanizaki Junichiro díj, Ohori Jiro díj, Kawabata Yasunari díj, Yoshikawa Eiji irodalmi díj, Kishida Kinithoshi dráma díj, Kodansha esszé díj, Japán Fantasy Novel díj és a Novel Subaru Newcomer díj.
2009-ben a Bunka Gakuin kulturális intézet speciális oktatója. A nővére korábban franciát tanított abban az intézetben és ő ugyan azt a tanmenetet követte. Lányait is ide vették fel. Ugyan ebben az évben a Japán Művészeti Akadémia tagja lett.
Dohányos volt, napi 40 szál cigarettát szívott el és gyakran kijelentette, hogy a dohányzás és a tüdőrák nem függ össze, ennek ellenére Inoue-t 2009-ben tüdőrákkal diagnosztizálták, majd elismerte az összefüggést. 2010. április 9-én hunyt el kezelés alatt 75 évesen.
Öt évvel halála után, 2015 április 9-én Kirikirijin című művét irodalmi emlékké nyilvánították a tiszteletére.

### Magánélete
Amikor Inoue Hiszasi pénzügyi csalás áldozatává vált, akkor került kapcsolatba Yoshiko-val.
Hiszasi harmadik lánya 1998-ban kiadott egy történetet a születéséről és családjáról Az Inoue családban születtem címmel. Hiszasi Icsikavában élt, Chiba prefektúrában az 1970-es években, majd 1989-ben Kamakurába költözött, Kanagava prefektúrába ahol haláláig élt. Három lánya volt az első feleségétől, Josikó Nisidate-től, aki politikai aktivista és színházi színésznő volt. Második felesége a műfordító és esszéíró Mari Jonehara testvére és Arika Yonehara egykori Japán Kommunista Párttag lánya volt. Második feleségétől fia született.
Inoue nem szerette a légi utazást és távol tartotta magát tőle, de felkeltette az érdeklődését az olaszországi Bologna városa, amit 2004-ben meg is látogatott. Korábban, 1976-ban meglátogatta Ausztráliát, majd az 1980-as években New York-ot egy megbeszélés miatt aminek Inoue Mijamoto Muszasi-ról szóló művének Broadway verziójává alakítása volt a témája.
2003 és 2007 között a Japán PEN Club elnöke volt. A Japán Drámaírók Szövetségének igazgatója és a Japán Irodalmi Intézet igazgatója is volt. Pacifista aktivistaként politikai képviselőcsoportot alakított Kenzaburó Óe társaságában a Japán Alkotmány támogatására.
Láncdohányosként Inoue-t tüdőrákkal diagnosztizálták 2009 októberében és saját házában halt meg 75 évesen 2010. április 9-én kezelés alatt.

## Stílusa
Inoue önreflektív hozzáállást mutatott a háborúval szemben. Perspektívája fiatalkorából ered. Mikor fiatal volt azt gondolta, hogy meg fog halni a háborúban. Azonban a háború véget ért az atombomba ledobásával és ez új lehetőséget adott neki a világ értelmezésére. A háborús élményei miatt önmagát csak egy embernek látta aki egyedül képtelen volt változtatni.
Japán háborús tapasztalataira reflektálván írta „Mikor Hirosima és Nagaszaki témáját hozom fel, egyre több ember mondja ’Helytelen beleragadni az áldozattá válás gondolatába, mert az akkori Japán feláldozta egész Ázsiát.’ Ennek a meglátásnak a második része bizonyosan helyes. A japánok tényleg feláldozták egész Ázsiát. Azonban sosem fogom elfogadni az első állítást, ugyanis úgy hiszem, hogy a két atombomba nem egyszerűen a japánokra lett dobva; a teljes emberi létezést bombázták vele. …modern világ, ami nem menekülhet el a nukleáris fegyverek létezése elől.”
Összehasonlítva más modern japán írókkal, Inoue erősebb japán kulturális ihletést mutat, legfőképp populáris kultúra által. Írásai a japán embereknek készültek és színdarabjait erősen befolyásolta a japán kultúra. Cserébe ő is befolyásolta a japán rádióközvetítési rendszert és a befolyása könnyen fellelhető a modern színházkultúrában, illetve más japán dráma műsorokban. Inoue híres arról, hogy nagyon változatos és magas minőségű japán szavakat használ, ezért a fordítók kihívásnak tartják lefordítani a műveit. Azonban mivel színdarabjait erősen befolyásolta a japán kultúra, amúgy is nehéz lenne lefordítani más nyelvekre, de az írásmódját nagy segítségnek tartják a japán perspektíva megismeréséhez. Inoue Kirikirijiin című regénye jól bemutatja éles humorát és szójátékait.
Inoue komédiaíróként vált híressé. Korai irodalmi pályafutása során dolgozott rádióközvetítések írójaként és komédiaíróként striptease műsorokban. Korai pályafutása ihlette, hogy továbbra is komédiaíró legyen. Fiatalkori szenvedései apja halála és a Második Világháború miatt arra ihlette, hogy az átlagember élete iránt kezdjen érdeklődni
Inoue-nak meleg és kedves rálátása volt a szegény és gyenge emberekre és ez meglátszott a színdarabjaiban is. Színdarabja megpróbál reményt adni és megmutatni a társadalom kedves oldalát. Írása a humanizmusra épült és nagy szerepe volt a nyilvánosság előtti népszerűségében. Arra is fókuszált, hogy megmutassa hogyan tette tönkre átlagemberek életeit a háború és hogyan épültek fel belőle.

## Válogatott munkái, szövegkönyvei
- Ame (雨), 1976
- Buraun kangoku no shiki (ブラウン 監獄 の 四季), Tokió : Kodansha, 1977
- Jūninin no tegami (十二人 の 手紙), Tokió : Chūō Kōronsha, 1978
- Tanin no chi (他人 の 血), Tokió : Kōdansha, 1979
- Seibo no dōkeshi (聖母 の 道化師), 1981
- Shikaban Nihongo bunpō (私家版 日本語 文法), Tokió : Shinchōsha, 1981
- Hon no makura no sōshi (本 の 枕 草子), Tokió : Bungei Shunjū, 1982
- Kotoba o yomu (ことば を 読む), Tokió : Chūō Kōronsha, 1982
- Shichinin no sakkatachi : intabyū-shū (七人 の 作家たち : インタビュー集), Tokió : Doyō Bijutsusha, 1983
- Moto no mokuami (もと の 黙阿弥), Tokió : Bungei Shunjū, 1983
- Nippon hakubutsushi (にっぽん 博物誌), Tokió : Asahi Shinbunsha, 1983
- Inoue Hisashi zen shibai (井上 ひさし 全 芝居), Tokió : Shinchōsha, 1984
- Jikasei bunshō-dokuhon (自家製 文章読本), Tokió : Shinchōsha, 1984
- Fu Chūshingura (不 忠臣蔵), Tokió : Shūeisha, 1985
- Kuni yutaka ni shite gi o wasure (国 ゆたか に して 義 を 忘れ), Tokió : Kadokawa Shoten, 1985
- Fukkoki (腹鼓記), Tokió : Shinchōsha, 1985
- Yonsenmanpo no otoko. Ezo hen (四千万步 の 男. 蝦夷 篇 ), Tokió : Kōdansha, 1986
- Yonsenmanpo no otoko. Izu hen (四千万步 の 男. 伊豆 篇 ), Tokió : Kōdansha, 1989
- Shanhai mūn (シャンハイ ムーン), Tokió : Shūeisha, 1991
- Nihongo nikki (ニホン語 日記), Tokió : Bungei shunjū, 1993
- Chichi to Kuraseba (The Face of Jizo) (父と暮せば), Tokió, 1994
- Besuto serā no sengoshi (ベスト セラー の 戦後史), Tokió : Bungei Shunjū, 1995
- Hon no unmei (本 の 運命), Tokió : Bungei Shunjū, 1997
- Yonsenmanpo no otoko, Chūkei no ikikata (四千万步 の 男・忠敬 の 生き方), Tokió : Kōdansha, 2003

### Könyvei
- Kirikirijin (Shinchosha, 1981, Japán Sci-Fi Nagydíj, Yomiuri Irodalmi díj)
- Yonsenmanpo no otoko (Kodansha, 1986–90, öt kötet)
- Tokyo sebun rōzu (Bungeishunju, 1999, Kikuchi Kan díj)